# Papir mèdic de Londres
El papir mèdic de Londres és un antic papir egipci conservat actualment al Museu Britànic, a la ciutat de Londres a Anglaterra. És un dels textos mèdics més antics que s'han conservat.

## Història i descripció
El manuscrit es data vers 1350 aC., a l'època de la divuitena dinastia. Se'n desconeix la història, ni com va ser descobert ni com va arribar a Europa. Es conservava a la Royal Institution of Great Britain fins que va ser donat el 1860 al Museu Britànic, on es conserva amb el número d'arxiu BM EA 10059. El papir va ser publicat i traduït per primera vegada l'any 1912 a Leipzig per Walter Wreszinski.
El papir mesura aproximadament 2,10 metres de llarg i 17 cm d'alt. Està relativament mal conservat i se suposa que originalment faria uns 20 cm d'alt. Està escrit per les dues cares.

## Contingut
Els escrits d'aquest papir són de tema mèdic i s'hi descriuen malalties, entre elles l'esquistosomosi. Conté 61 receptes, de les quals 25 es poden classificar com a veritables receptes mèdiques i la resta són de màgia. Els temes mèdics que s'hi tracten són afeccions de la pell, afeccions oculars, sagnats (predominantment amb la intenció de prevenir avortaments involuntaris a través de mètodes màgics) i cremades.
El fet que el papir contingui cures per a les cremades i remeis per a la contaminació per cendra (quatre receptes parlen de l'efecte de la cendra en la pell, una altra indica com tractar l'aigua contaminada per cendra i una altra parla dels efectes de la pluja àcida) ha fet pensar als estudiosos que el papir està relacionat amb les conseqüències de la erupció volcànica de Santorini de l'Edat del Bronze, també coneguda com l'erupció minoica, datada cap a l'any 1628–1629 aC.
Una altra secció interessant conté encanteris en altres llengües (semític nord-occidental i potser minoic). Moltes seccions tenen paral·lels amb les del Papir Ebers.